# Sundown
Sundown — шведская прогрессив-метал-группа, проект фронтмена группы Cemetary, Матиаса Лодмальма. В 1997 году Матиас покинул Cemetary, заявив, что хочет сделать нечто новое. Стиль музыки Sundown похож на творчество Cemetary. После выхода двух альбомов в 1997 и 1999 годах, проект распался, а Матиас вернулся в Cemetary.

## Состав группы
- Mathias Lodmalm (Cemetary) — вокал, гитара,
- Андерс Юханссон — гитара (1997),
- Johnny Hagel (Tiamat, Sorceror) — бас-гитара (1997),
- Herman ‘Manne’ Engström — гитара (1999),
- Andreas Karlsson — бас-гитара (1999),
- Christian Silver — барабаны.

## Дискография
В рамках проекта были выпущены :
- Aluminium, 1997 (EP)
- Design 19, 1997 (LP), получил оценку 4/10 на metal.de
- Halo, 1999 (сингл)
- Glimmer, 1999 (LP).